# Ныммкюла (станция)
Ны́ммкюла (эст. Nõmmküla raudteejaam) — железнодорожная станция в деревне Ныммкюла в волости Тарту уезда Тартумаа (Эстония), на линии Тапа — Тарту. Находится в 9,0 км от Тапа, 103,5 км от Тарту и в 86,6 км от Таллина. Пассажирское сообщение по станции прекращено в 2001 году.

## История
Станция Ныммкюла была открыта на железной дороге Тапа — Тарту , ответвлении от Балтийской железной дороги, в 1920-е гг.. В 1936 году на станции открылся телефонный переговорный пункт, один из первых в эстонской глубинке.
Кирпичное здание вокзала на станции Ныммкюла, а также рядом с ним пост электрической централизации стрелок и сигналов станции, из белого силикатного кирпича, было построено в 1960-х годах по типовому проекту в стиле модернизма. Аналогичное здание вокзала было построено в то же время на станции Папинийде. Здание вокзала было снесено в 2010 году в связи с прекращением обслуживания пассажиров на станции. В настоящее время из станционных построек остался только пост электроцентрализации стрелок и сигналов станции.

## Прекращение пассажирского сообщения по станции
До распада СССР на станции Килтси останавливались пассажирские поезда дальнего следования  №651/652 Таллин - Рига (через Тарту - Валгу) и №655/656 Таллин - Псков. Псковский поезда прекратил движение в 2001 году — главным образом, из-за введения государственных границ у ставших независимыми прибалтийских стран, что вызвало увеличение времени стоянки на приграничных станциях для осуществления паспортного и таможенного контроля и резкое снижение пассажиропотока.
В 2001 году станция Ныммкюла прекратила также обслуживание пассажиров и региональными поездами. Поезда компании Elron стали идти без остановок от Тапа до Тамсалу.

## Настоящее время
Станция является только грузовой, обслуживание пассажиров не осуществляется.